# Maria Pi Ferrer
Pour les articles homonymes, voir Pi (homonymie) et Ferrer.
Maria Pi Ferrer, également connue sous le nom de Maria Pi de Folch, née à Roses le 27 juin 1884 et morte le 20 novembre 1960 à Barcelone, est une pédagogue, militante politique, conférencière et écrivaine espagnole.

## Biographie
Elle vit à Sète jusqu'à l'âge de dix-huit ans et y commence sa carrière en tant qu'institutrice. Elle épouse en Catalogne Rafael Folch i Capdevila, avec qui elle a quatre enfants : Albert, Frederic, Jordi et Maria, plus connue sous le nom de Núria. 
Féministe, elle intègre l'Union socialiste de Catalogne, le club féminin et sportif de Barcelone et le Lyceum Club.
Elle décède le 20 novembre 1960 à Barcelone.